# Orsinome lagenifera
Orsinome lagenifera är en spindelart som först beskrevs av Arthur Urquhart 1888.  Orsinome lagenifera ingår i släktet Orsinome och familjen käkspindlar. Inga underarter finns listade i Catalogue of Life.